# Родильные дома Москвы
Родильные дома Москвы — медицинские учреждения Москвы по родовспоможению.

## История

### XVIII век
В 1754 году Павел Захарович Кондоди подал в собрание Правительствующего сената «Представление о порядочном учреждении бабичьева дела в пользу общества», и 29 апреля 1754 г. «Представление…» было утверждено со всеми его приложениями, и издан соответствующий указ. Однако первая Московская акушерская школа была открыта лишь в 1757 г. при Московском военном госпитале. Первым в Москве и в России преподавателем акушерского искусства («бабичьего дела») стал Иоган-Фридрих Эразмус, вызванный из города Перново (ныне Пярну) Павлом Кондоиди.
В 1764 году по указу Екатерины II при Университете открывается Воспитательный дом, имеющий в своем составе Родовспомогательное отделение для незамужних рожениц. При отделении был организован Родильный госпиталь на 20 коек с тремя отделениями: «для секретно родящих», «для рождающихся незаконных детей» и «для женщин замужних, но не желающих оставить ребенка».

### XIX век
В 1801 году Московская акушерская школа была переименована в Повивальный институт. Во главе стал Вильгельм Рихтер — профессор повивального искусства в Московском университете. В институте был родильный госпиталь на три кровати. В 1806 году при Московском университете был открыт новый Повивальный институт и родильный госпиталь на 3 койки, к 1820 году число коек было увеличено до 6 с общим количеством родов 159.
В 1846 году на улице Рождественке открыли акушерскую клинику на 16 коек. Рожениц, поступивших в родильную комнату, раздевали и купали. Роды проходили на диване с воловьей шкурой. Роженицами были крепостные солдатки, «дворовые девки» и «благородные» (то есть дочери разорившихся мелких дворян). Дети всех рожениц отсылались в Воспитательный дом. Родильниц выписывали на 3—5-й день. Материнская заболеваемость доходила до 30 %, смертность — до 3 %.
В 1880 году в Москве был открыт Первый городской родильный приют с бесплатными услугами. К 1892 году в Москве существовали один правительственный роддом и 7 городских.
Однако, несмотря на усилия властей и благотворителей, содержащих родильные госпитали, пользоваться их услугами считалось зазорным. В 1897 году Дмитрий Оскарович Отт с печалью отмечал, что практически все женщины остаются без акушерской помощи, рожая на дому.

### XX век
С ростом населения Москвы росло и число родильных домов. В 1903 году их было 12 (на 138 кроватей). Родильные дома открывались в 1906 году («образцово-показательный» Родильный дом имени А. А. Абрикосовой (Родильный дом № 6)) с женской консультацией, на средства купца Лепёхина — в 1907 году (родильный дом на 63 кровати), в 1907 году — больница для послеродовых больных, в 1909 году — городской Родильный дом в память С. Т. Морозова при Староекатерининской больнице (ныне Московский областной научно-исследовательский клинический институт имени М. Ф. Владимирского.
До 1917 родильные дома города могли принять лишь около половины рожениц (остальные рожали на дому, пользуясь услугами повивальных бабок). До 1921 года на 2-3 родильных приюта полагался только один врач, роды принимала акушерка, а врач вызывался только на патологические роды. Дежурства врачей не было.
Значительно увеличилось количество родильных домов после выхода постановления ЦИК и СНК СССР о запрещении проведения абортов (1936) и в 1960—1985 годах.
К 1995 году в Москве действовало 22 родильных дома (на 5,5 тыс. акушерских и 4,4 тыс. гинекологических коек).

### Современная ситуация
На 2017 год в Москве действуют около 30 роддомов. Часть из них — частные, часть — государственные. Имеются специализированные учреждения, принимающие женщин с заболеваниями и патологиями, повышающими риск смерти матери и младенца. Частные и платные роддома предоставляют пациентам дополнительный комфорт и уют при их размещении.
Научно-исследовательская деятельность в родильных домах проводится с XVIII века. Некоторые родильные дома и центры акушерства являются специализированными научными центрами, готовящими научных работников по акушерству. В их числе Центр акушерства, гинекологии и перинатологии им. академика В. И. Кулакова Федерального агентства по высокотехнологичной медицинской помощи (НЦАГиП).
Родильные дома города имеют специализированные отделения для женщин с сердечно-сосудистыми, эндокринными, гнойно-септическими, почечными и другими заболеваниями. Консультативную и лечебную помощь родильным домам оказывают Центр акушерства, гинекологии и перинатологии, а также профильные кафедры и клиники Московской медицинской академии и других медицинских вузов.
К наиболее крупным и обустроенным роддомам относятся: Клиника акушерства и гинекологии имени В. Ф. Снегирева при Первом МГМУ имени И. М. Сеченова, Перинатальный медицинский Центр, Роддом МОНИИАГ, Роддом № 32 Центрального округа Москвы и др.

## Ключевые учреждения

### Научный центр акушерства, гинекологии и перинатологии имени В. И. Кулакова
ФГБУ «Научный центр акушерства, гинекологии и перинатологии имени академика В. И. Кулакова» (бывш. Всесоюзный научно-исследовательский центр по охране здоровья матери и ребенка) — крупнейшее научное, лечебное и учебное учреждение России в области акушерства, гинекологии и перинатологии, занимающееся проблемами женского и мужского репродуктивного здоровья. Главной целью Центра является улучшение здоровья и снижение смертности населения России в антенатальном и перинатальных периодах. Здание было построено в 1979 году (архитекторы Л. Б. Карлик, А. П. Дмитриева). На базе Центра функционирует кафедра акушерства, гинекологии и перинатологии факультета последипломного профессионального образования врачей Московского государственного медицинского университета им. И. М. Сеченова. Центр располагает клиническими и научно-исследовательскими подразделениями, лабораториями, экспериментальной базой, учебным центром, организационно- методическим отделом, научной медицинской библиотекой, административно-хозяйственной частью, вспомогательными службами. В Центре проводится научно-исследовательская, лечебно-профилактическая, организационно-методическая работа, осуществляется научно-методическая помощь отраслевым институтам и профильным кафедрам акушерства и гинекологии, подготовка научных кадров и повышение квалификации врачей акушеров-гинекологов, неонатологов, анестезиологов, терапевтов, работающих в учреждениях акушерско-гинекологического профиля.

### Клиника акушерства и гинекологии имени В. Ф. Снегирева
Клиника акушерства и гинекологии имени В. Ф. Снегирева при Первом МГМУ имени И. М. Сеченова была построена в конце XIX века (с 1886 по 1889 год) на Девичьем поле. Строительство велось на пожертвования помещицы Е. В. Пасхаловой и мануфактур-советника Т. С. Морозова, изначально здание было двухэтажным, с количеством коек 80. В клинике были выделены помещения для студентов: учебное отделение, аудитория на 250 мест и кабинет профессора. Современный вид клиника приобрела после реконструкции 1936—1938 года, когда были надстроены 2 этажа с сохранением всех пропорций и высоты потолков . На сегодня Клиника акушерства и гинекологии имени В. Ф. Снегирева является одним из самых крупных лечебных учреждений Российской Федерации, располагающим современным диагностическим, лечебным и реабилитационным оборудованием, а также входит в тройку самых крупных университетских клиник Европы.

### Роддом Московского областного научно-исследовательского института акушерства и гинекологии
Роддом Московского областного научно-исследовательского института акушерства и гинекологии (МОНИИАГ) был основан в 1886 году Е. П. Милюковой, дочерью гвардии ротмистра, в память о своем дяде, статском советнике Лепехине С. В. Больница имела стационар на 5 кроватей и амбулаторию. В 1878 году, после смерти Е. П. Милюковой, попечительницей лечебницы стала П. И. Зворыкина-Карпачева, однако, в том же 1878 году лечебница была включена в состав учреждений Александровской больницы «Утоли моя печали», которую патронировала княгиня Н. Б. Шаховская. В 1906 году заканчивается строительство еще двух корпусов, 2-этажного с подвалом для больницы и 4-этажного доходного дома. После смерти Н. Б. Шаховской лечебница переходит в ведение городской управы. Созданная врачебным советом управы комиссия решает создать на базе лечебницы родовспомогательное учреждение. 4-этажное здание было переоборудовано в родильный дом на 63 койки, первый этаж 2-этажного здания стал амбулаторией, а второй этаж — послеродовым отделением на 34 койки. Отделение для новорожденных располагало 20-ю койками. Роддом был открыт в 1907 году, больница с амбулаторией — в 1910. Так как для строительства комплекса были привлечены средства Л. И. Тимистера, учреждение получило название «Родильный дом им. С. В. Лепехина с больницей для послеродовых больных и гинекологической амбулаторией им. Л. И. Тимистера». Первым главврачом учреждения стал Г. Л. Грауэрман. Лепехинский роддом — первый, в которой была организована детская консультация с молочной кухней. В 1936 году учреждение получило название МОНИИАГ. За последние сорок лет роддом трижды подвергался капитальному ремонту и реконструкции. В 1973 году в ГБУЗ МО МОНИИАГ одной из первых в СССР была создана радиоиммунологическая лаборатория. На сегодняшний день роддом располагает 130-ю койками (50 — койки патологии беременных, 40 — родильные койки, 40 — койки гинекологии (включая 10 коек для эндоскопических операций), детском отделении развернуто 10 коек реанимации и патологии новорожденных). В 1990 году на базе ГБУЗ МО МОНИИАГ была возрождена кафедра акушерства и гинекологии при ФУВ МОНИКИ им. М. Ф. Владимироского.

### Родильный дом № 32
Родильный дом № 32 был построен в 1950 году. С февраля 2014 года роддом был присоединен к ГКБ им. С. П. Боткина. На сегодня учреждение располагает 120-ю койками: 55 коек — в акушерском физиологическом отделении, 40 коек — в отделении патологии, 15 коек — в акушерском обсервационном отделении , 10 коек — в отделении гинекологии, 6 коек — в отделении реанимации новорожденных.

### Роддом ИКБ № 2
Роддом ИКБ № 2 является отделением Городской Инфекционной больницы № 2. Больница была открыта 1 июля 1937 года. С началом Великой Отечественной войны строительство объектов больницы было временно приостановлено, но, несмотря на колоссальные трудности, в годы войны было пролечено 69557 больных. Роддом был открыт 12 мая 1955 года. Он обслуживал женщин, больных туберкулезом; беременных, рожениц, родильниц и гинекологических больных. Роддом имел родильное, послеродовое отделение на 60 коек, отделение патологии беременности на 20 коек, отделение для открытых форм туберкулеза на 20 коек и гинекологическое отделение на 50 коек. В 1991 году было организовано отделение для оказания акушерско-гинекологической помощи ВИЧ-инфицированным женщинам. На сегодня специализацией роддома является помощь беременным, роженицам и родильницам, больным сифилисом и ВИЧ.

### Центр «Мать и дитя»
Перинатальный медицинский центр «Мать и дитя» Марка Курцера — частная группа компаний, имеющая отделения по всей России, начавшая свою деятельность в 2006-м году. Компания является первой в России по числу ЭКО, также её приоритетным направлением является восстановление и сохранение детского здоровья, реанимация, интенсивная терапия и выхаживание недоношенных малышей. На сегодняшний день в Москве функционируют 8 учреждений компании «Мать и дитя». Методы диагностики, лечения и реабилитации постоянно совершенствуются.

### Роддом на улице Правды
«Роддом на улице Правды» — второй после группы «Мать и дитя» частный роддом Москвы. Он открылся в августе 2016 г. в здании бывшей поликлиники ФГУП «Пресса» управделами президента. Принадлежит структурам «Европейской медицинского центра».

### Родильный дом ГКБ им. С.И. Спасокукоцкого
Родильный дом ГКБ им. С.И. Спасокукоцкого расположен на севере столицы по адресу: Коптевский бульвар, дом 5. Он начал работу в 1957 году, а с 2014 года медицинское учреждение входит в состав городской клинической больницы имени С.И. Спасокукоцкого. Оно включает девять женских консультации, Консультативно-диагностическое отделение, стационар кратковременного пребывания по профилю гинекологии и гинекологическое отделение стационара.
В 2019 году Роддому № 27 ГКБ имени С.И. Спасокукоцкого присвоили статус больницы, доброжелательной к ребенку..